# Weathered
Weathered är det tredje albumet av Creed, släppt den 20 november 2001. Vissa versioner av albumet är 'Enhanced CD' och i dem ingår videor. Den har blivit certifierad 6x Platinum i USA. Albumet var nummer 1 åtta veckor i rad i USA, en av de längsta perioderna i nutida musikhistoria. Albumet var också det enda Creedalbumet utan den ursprungliga basisten Brian Marshall, som har återförenats med bandet 2009 för att spela in deras fjärde album, Full Circle.

## Låtförteckning
1. "Bullets"
2. "Freedom Fighter"
3. "Who's Got My Back?"
4. "Signs"
5. "One Last Breath"
6. "My Sacrifice"
7. "Stand Here With Me"
8. "Weathered"
9. "Hide"
10. "Don't Stop Dancing"
11. "Lullaby"

Alla låtar är skrivna och komponerade av Scott Stapp och Mark Tremonti.

## Singlar
- 2001 - "My Sacrifice"
- 2002 - "Bullets"
- 2002 - "One Last Breath"
- 2002 - "Don't Stop Dancing"
- 2002 - "Weathered"

## Trivia
- Albumet debuterade på plats nummer 1 på The Billboard 200 och höll den platsen åtta veckor i rad, ett rekord som Creed delar med The Beatles.
- Albumet innehåller både Creeds kortaste låt ("Freedom Fighter") och längsta låt ("Who's Got My Back?")
- Mark Tremonti spelade all elbas på Weathered, på grund av den ursprunglige basisten Brian Marshalls avgång från bandet precis före albumets inspelning.